# Вишневський Олег Анатолійович
Оле́г Анато́лійович Вишне́вський (нар. 21 серпня 1978 — пом. 5 вересня 2014) — солдат 24-го батальйону територіальної оборони «Айдар» Збройних сил України, учасник російсько-української війни.

## Життєпис
Народився 1978 року в місті Луцьк. До 1993 року навчався у Луцькій ЗОШ № 10, 1996-го закінчив Луцьку вечірню школу. Протягом 1997—1999 років проходив військову службу у Львові. Від 2000 року працював водієм в управлінні освіти, науки та молоді Волинської ОДА, потім — приватним таксистом. Виховував сина Іллю.
Учасник Євромайдану. В часі війни — боєць 2-ї роти «Захід» 24 батальйону територіальної оборони «Айдар», псевдо «Вишня».
5 вересня 2014 року, російські диверсанти здійснили атаку із засідки на бійців 2 роти батальйону поблизу м. Щастя біля села Весела Гора (Слов'яносербський район). До колони вийшли люди з українським прапором, але коли машини зупинились, вони відкрили вогонь із засідки з кулеметів. Потім добивали поранених пострілами. Тоді ж зникли старший сержант Олександр Скиба та солдат Юрій Король.
Похований в м. Луцьку на Алеї почесних поховань кладовища Гаразджа.
Без Олега лишились дружина та син Ілля 2009 р.н.

## Нагороди та вшанування
- Рішенням Луцької міської ради № 44/1 від 25 липня 2018 року присвоєно звання «Почесний громадянин міста Луцька» (посмертно)[1].
- Рішенням Волинської обласної ради № 31/3 від 10 вересня 2020 року присвоєно звання «Почесний громадянин Волині» (посмертно)[2].
- Указом Президента України № 97/2021 від 12 березня 2021 року, «за особисту мужність, виявлену у захисті державного суверенітету та територіальної цілісності України, самовіддане служіння Українському народу», нагороджений орденом «За мужність» III ступеня (посмертно)[3].
- Нагороджений нагрудним знаком «За оборону Луганського аеропорту» (посмертно)[1].
- На будинку, де проживав Олег, на його честь встановлено меморіальну дошку[1].
- Його портрет розміщений на меморіалі «Стіна пам'яті полеглих за Україну» у Києві: секція 4, ряд 9, місце 13
- Вшановується в меморіальному комплексі «Зала пам'яті», в щоденному ранковому церемоніалі 5 вересня[4]